# Roger Claessen
Roger Claessen (Weerst, 27 september 1941 - Luik, 3 oktober 1982) was een Belgische voetballer. Hij was een vlot scorende aanvaller die 10 seizoenen voor Standard Luik speelde. Zijn bijnaam "Roger la Honte" ("Roger de Schaamte") had hij voornamelijk te danken aan zijn buitensporige levensstijl.
Claessen werd in 1968 samen met Paul Van Himst topschutter in de Belgische eerste klasse. In totaal kwam hij ook 17 keer in actie voor de nationale ploeg van België. Hij overleed in 1982 op 41-jarige leeftijd. In 1998 werd hij door de supporters van Standard verkozen tot Standardspeler van de eeuw.

## Biografie
In 1956 belandde de jonge Roger Claessen bij Standard Luik. Roger Petit plukte hem voor 300.000 BEF (zo'n €7.500) weg bij Etoile Dalhem. Als grote, sterke aanvaller was scoren amper een uitdaging voor de Luikenaar van Vlaamse afkomst. In het B-elftal scoorde hij 21 keer in een handvol wedstrijden. Niet veel later mocht de temperamentvolle tiener ook met de grote jongens meespelen.

### Standard Luik
Claessen was een echte goalgetter. Hij was kopbalsterk en beschikte over een hard schot. Hij debuteerde in 1958 in het eerste elftal van Standard. In die periode waren Denis Houf, André Piters, Jean Mathonet en Pol Anoul de grote namen in de aanvalslinie. Aanvankelijk kreeg de 17-jarige Claessen weinig speelkansen. De grote doorbraak kwam er pas in het seizoen 1960/61. Hij maakte toen 13 doelpunten in 19 competitiewedstrijden. Hij werd dat jaar ook 5e in het referendum van de Gouden Schoen.

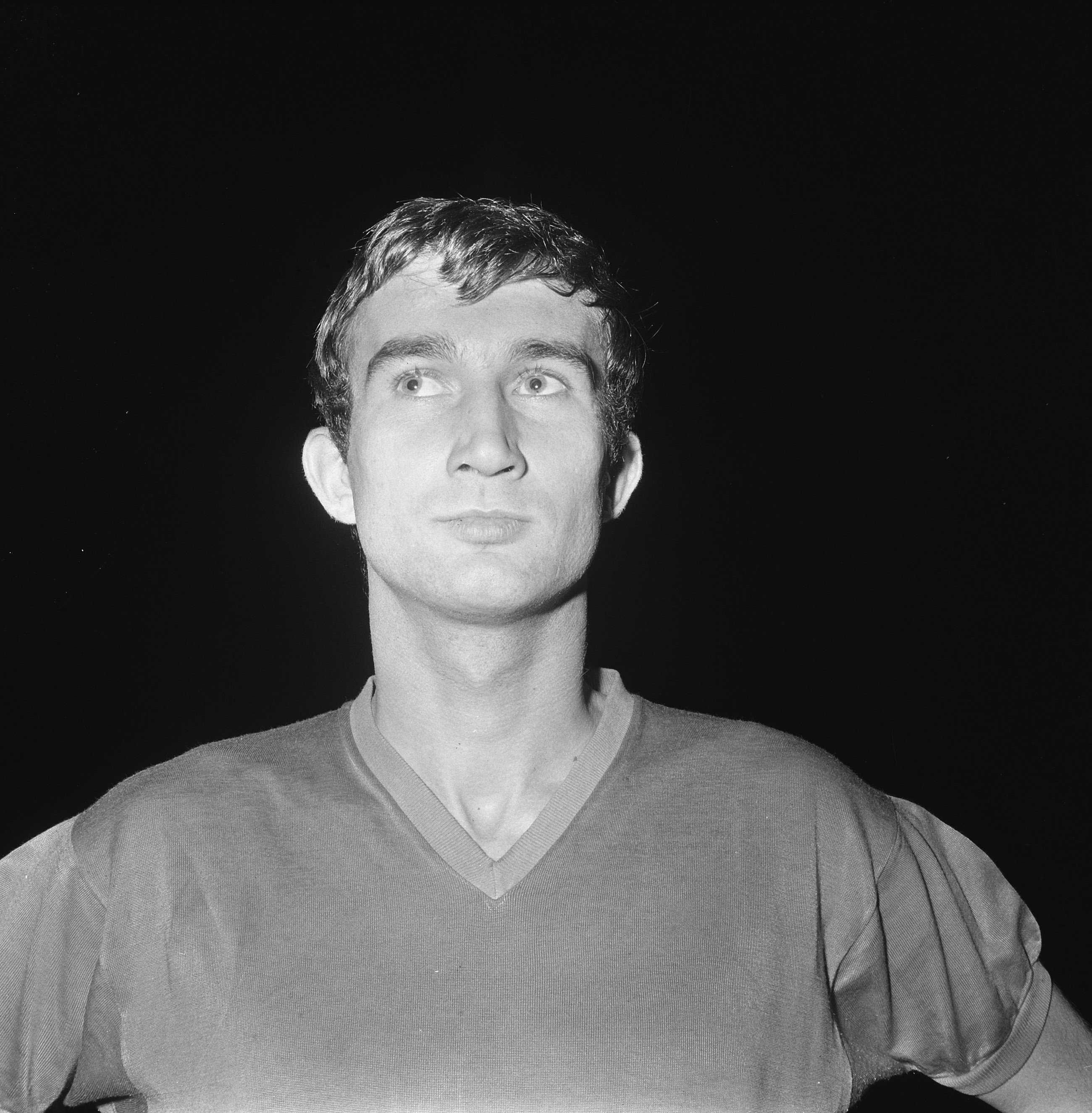
Claessen in 1965.

De Luikenaar was naast het voetbal vaak terug te vinden in Le Carré, een bekende volksbuurt uit de Vurige Stede. Het was algemeen geweten dat Claessen naast het voetbal regelmatig dronk en rookte. Hij bracht veel tijd door in de uitgaansbuurten van Luik en deelde het bed met talloze vrouwen. Bovendien had hij ook een passie voor snelle wagens, die hij onder invloed meermaals tot schroot herleidde. Ondanks zijn buitensporige levensstijl bleef hij een publiekslieveling, hij was immers elk seizoen goed voor tientallen doelpunten. Het belette wel niet dat hij regelmatig in de clinch lag met het bestuur, de technische staf en de scheidsrechters. Tijdens de loopbaan van Claessen dook meermaals het gerucht op dat het bestuur hem op de vooravond van belangrijke wedstrijden liet opsluiten, zodat ze zeker waren dat hem niets zou overkomen.
Claessen veroverde zowel in 1961 als in 1963 de landstitel. Midden jaren 60 speelde hij met Standard drie bekerfinales op een rij. In de eerste finale werd hij tijdens de verlengingen van het veld gestuurd nadat hij de lijnrechter een duw had gegeven. Standard verloor uiteindelijk met 3-2 van RSC Anderlecht. De twee daaropvolgende finales wonnen de Rouches met 1-0 en 3-1 van respectievelijk Anderlecht en KV Mechelen.
In Europa bereikte Claessen twee keer een halve finale. In 1962 werden de Rouches door Real Madrid uitgeschakeld in de halve finale van de Europacup I. In 1967 stond Standard in de kwartfinale van de Europacup II tegenover het Hongaarse Győri. De Rouches hadden de heenwedstrijd verloren met 2-1. Op 8 maart vond de terugwedstrijd plaats. Claessen botste met een Hongaarse verdediger en brak zijn arm. Wissels werden nog niet toegestaan. Claessen bleef aan de kant, dronk een halve fles whiskey en stapte in het slot van de wedstrijd terug het veld op, hoewel de teamdokter hem dat afraadde. Wat later scoorde hij het doelpunt van de kwalificatie. In de halve finale bleek Bayern München te sterk. Een jaar later greep de 26-jarige Claessen net naast de Gouden Schoen. Hij werd in de einduitslag tweede, na laureaat Fernand Boone.

### Alemannia Aachen
Aan het einde van het seizoen 1967/68 verkaste het enfant terrible naar Aken. Voorzitter Leo Führen had veel geld (300.000 DM) op tafel gelegd voor de Belgische spits. Claessen werd de eerste Belg ooit in de Bundesliga. Aangezien Aken op zo'n 50 km van Luik ligt, werden de wedstrijden van Alemannia Aachen regelmatig bijgewoond door Belgische supporters.
Claessen voelde zich in zijn sas bij Aachen, maar kreeg in het najaar van 1968 een zware klap te verwerken toen zijn ouders stierven. Pas enkele maanden later presteerde hij terug op een hoog niveau. Onder zijn impuls werd het bescheiden Aachen vicekampioen. Enkel Bayern München deed dat seizoen beter.
In geen tijd had hij ook in Duitsland de reputatie een playboy en levensgenieter te zijn. Toen trainer Michel Pfeiffer ontslagen werd, stelde de club de strenge leermeester Georg Stollenwerk als zijn vervanger aan. De nieuwe aanpak lag Claessen niet. Bovendien zorgden talloze blessures ervoor dat hij niet vaak meer aan spelen toekwam. In de ogen van de Duitse supporters was hij een mislukte transfer. Toen Aachen in 1970 degradeerde, keerde Claessen terug naar België.

### Einde carrière
Claessen belandde bij Beerschot VAV, maar ook daar werd hij geteisterd door een zware knieblessure. Beerschot won in 1971 de beker, maar Claessen zelf kwam in de finale niet actie. In 1972 ruilde hij Beerschot in voor Crossing Club Schaerbeek, waar hij tot verdediger werd omgevormd. Met de Brusselse club degradeerde hij in 1972 naar tweede klasse. Nadien speelde hij nog enkele jaren voor derdeklasser Bas-Oha. Tijdens zijn laatste jaren als voetballer opende hij ook een café.

### Dood
Na zijn voetbalcarrière leefde hij meer teruggetrokken. In zijn vrije tijd trainde hij jeugdspelers en organiseerde hij poëzieavonden. Claessen was al van jongs af geïnteresseerd in literatuur. Op 3 oktober 1982 werd hij in zijn woning dood teruggevonden. Hij stierf aan een hartaanval na het combineren van valium en alcohol. Claessen werd 41 jaar. Een kwarteeuw na zijn dood onthulde Sport/Voetbalmagazine dat Claessen zelfmoord had gepleegd.

## Erelijst

### Club
Standard Liège
- Eerste Klasse: 1960–61, 1962–63
- Beker van België: 1965-66, 1966-67
- Europacup I: 1961-62 (halve finale)[5]

#### Beerschot[6]
- Belgian Cup: 1970–71

### Individueel
- European Cup Winners Cup Top Scorer: 1966-67 (10 goals)[7]

## Referentielijst
1. ↑  VIDEO: Anderlecht - Standard (1965) Sporza
2. ↑  Roger Claessen, dit "Roger la honte" (3/3) Sport/Voetbalmagazine, september 2007
3. ↑  'Standardspeler van de eeuw' pleegde zelfmoord De Standaard, 26 september 2007
4. ↑  Standard de Liège | Palmares. Eurosport. Gearchiveerd op 6 February 2016. Geraadpleegd op 6 February 2016.
5. ↑  (en) UEFA.com, Standard Liège-Real Madrid 1961 History | UEFA Champions League. UEFA.com. Geraadpleegd op 8 november 2020.
6. ↑  Palmares | Beerschot. www.beerschot.be. Gearchiveerd op 17 oktober 2020. Geraadpleegd op 8 november 2020.
7. ↑  Cup Winners Cup Topscorers. www.rsssf.com. Geraadpleegd op 8 november 2020.